# Norcia
Norcia (lateinisch Nursia) ist eine italienische Gemeinde mit 4497 Einwohnern (Stand 31. Dezember 2023) in der Provinz Perugia in Umbrien und ist Mitglied der Vereinigung Die schönsten Orte Italiens.

## Geographie

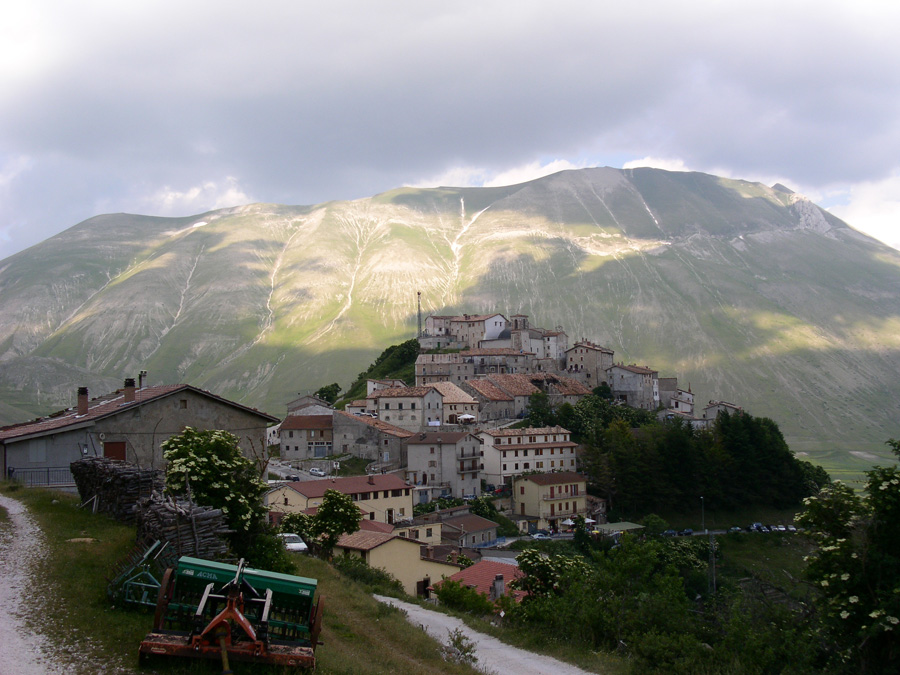
Die „Sibyllinischen Berge“ hinter dem Ortsteil Castelluccio

Norcia liegt an der Grenze zu den Marken, am Fuße der Sibillinischen Berge. Die Gemeinde liegt 154 km nordöstlich der Hauptstadt Rom, 95 km südöstlich der Provinz- und Regionalhauptstadt Perugia sowie 83 km westlich der Adriatischen Küste bei Porto d’Ascoli. Das weitläufige Gemeindegebiet erstreckt sich vom Tal der Nera bis zum Cima Del Redentore (2448 m) im Massiv des Monte Vettore, der die höchste Erhebung Umbriens darstellt. Ein großer Teil von Norcia gehört zum Nationalpark Monti Sibillini. Im nördlichen Gemeindegebiet entspringt das kleine Flüsschen Campiano, ein Zufluss der Nera.
Norcia ist Mitglied in der Comunità Montana Valnerina.

## Verkehr
Norcia wird durch die Staatsstraße SS 685 delle Tre Valli Umbre erschlossen, die von Spoleto kommend, hinter Norcia über die Forca Canapine (1541 m) im Trontotal die Via Salaria erreicht.
Der nächste Bahnhof ist in 41 km Entfernung der von Spoleto, seit 1968 die Bahnstrecke nach Spoleto stillgelegt wurde.

## Geschichte
Die Ursprünge des Ortes gehen auf die Zeit der Sabiner zurück.
Norcia wurde im 3. Jahrhundert v. Chr. von den Römern erobert und erhielt 268 v. Chr. römisches Bürgerrecht.
Im Jahr 572 wurde Norcia von den Langobarden, deren Zentrum sich im nahen Spoleto befand, zerstört. Ihnen folgten Oströmer und Sarazenen, so dass Norcia 890 verlassen war. Erst langsam entwickelte sich danach wieder das bürgerliche Leben, bis sich Norcia um 1200 als Kommune konstituierte. Es entwickelte sich zu einem regionalen Zentrum und Handelsplatz. Gleichzeitig wurde die heute noch erhaltene Stadtmauer errichtet.
1484 kam die Stadt nach heftigem Widerstand unter die Regierung des Kirchenstaates, unter der es blieb, bis sich am 18. September 1860 in einer Volksabstimmung eine große Mehrheit der Nursini, jedenfalls der wahlberechtigten Bürgerklasse, für den Beitritt zum Königreich Italien aussprach.

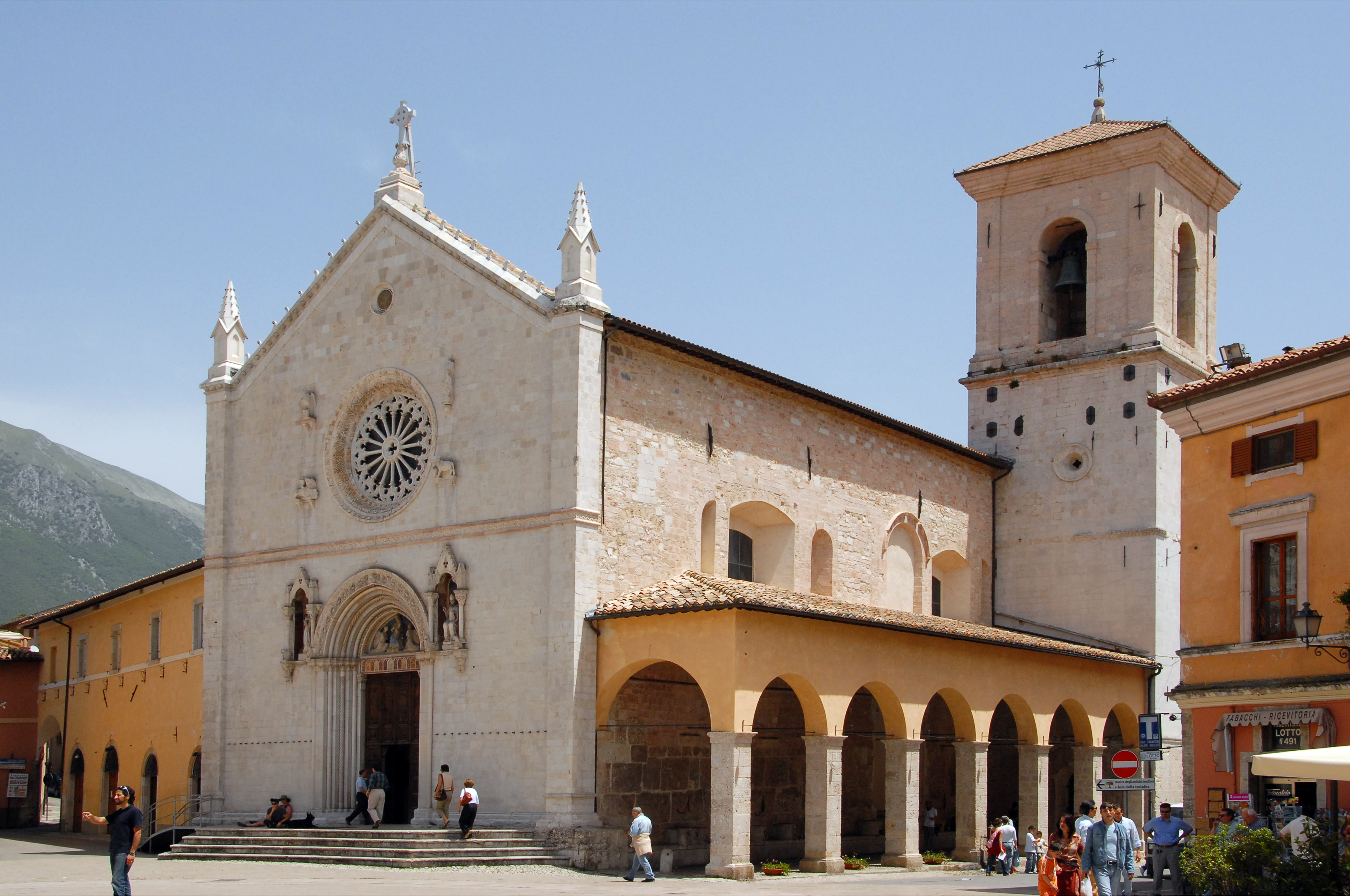
Basilika San Benedetto, eingestürzt am 30. Oktober 2016 (Aufnahme von 2006)

Am 24. August 2016 begann eine Erdbebenserie in Mittelitalien. Das Beben vom 24. August hatte in Norcia eine Stärke von 6,2 MW; weitere Beben gab es am 3. September, am 20. September und am 26. Oktober, bei dem ein großer Teil der Kirche San Salvatore zusammenbrach. Am 30. Oktober 2016 folgte um 07:41 Uhr ein weiterer Erdstoß mit einer Stärke von 6,5 MW, der die Basilika von San Benedetto zum Einsturz brachte und andere Gebäude schwer beschädigte.

## Bevölkerungsentwicklung
| Jahr      | 1861  | 1881  | 1901  | 1921   | 1936  | 1951  | 1971  | 1991  | 2001  | 2016  |
| Einwohner | 9.204 | 9.994 | 9.584 | 10.754 | 8.225 | 7.977 | 5.458 | 4.726 | 4.872 | 4.981 |

Quelle: ISTAT

## Politik
Nicola Alemanno (Lista Civica: Rispetto Per Norcia) wurde am 25. Mai 2019 zum Bürgermeister gewählt.

## Sehenswürdigkeiten
Neben der Stadtmauer aus dem 14. Jahrhundert mit mehreren Stadttoren gelten vor allem die Gebäude um die Piazza San Benedetto als bedeutend: die Basilika San Benedetto, errichtet um 1200, das Rathaus (um 1300) und La Castellina, ein festungsartiger Stadtpalast, erbaut im 16. Jahrhundert nach einem Entwurf von Vignola.
Außerdem gehören auch die sich dort befindlichen Kirchen Santa Maria Argentea die Kirche des heiligen Franziskus aus dem 14. Jahrhundert und die Chiesa di Sant’Agostino zu den sehenswerten Kirchenbauten der Stadt. Hier befindet sich ebenfalls die städtische Bibliothek. Das Erdbeben von 2016 führte zu starken Zerstörungen.
Norcia ist Ausgangspunkt des Pilgerwegs Benediktwegs, der über Subiaco nach Montecassino führt.

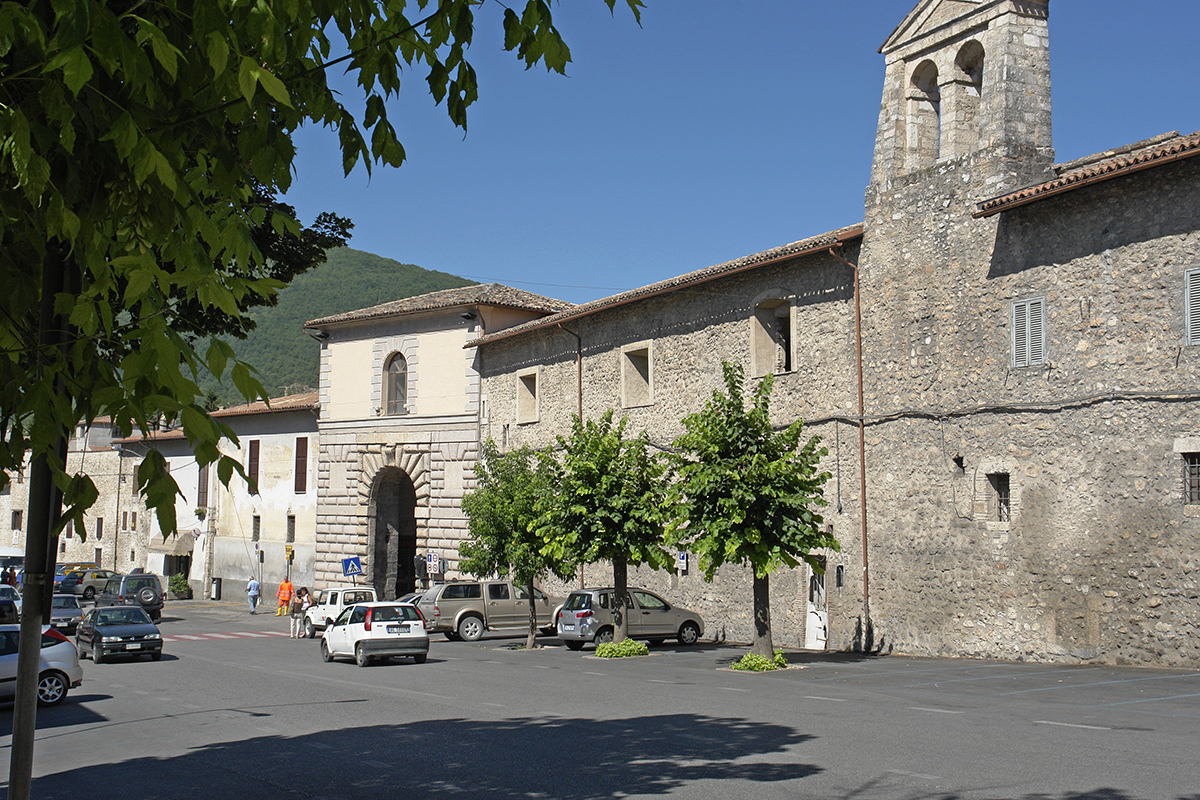
Stadttor Porta Ascolana vom Stadtrand gesehen
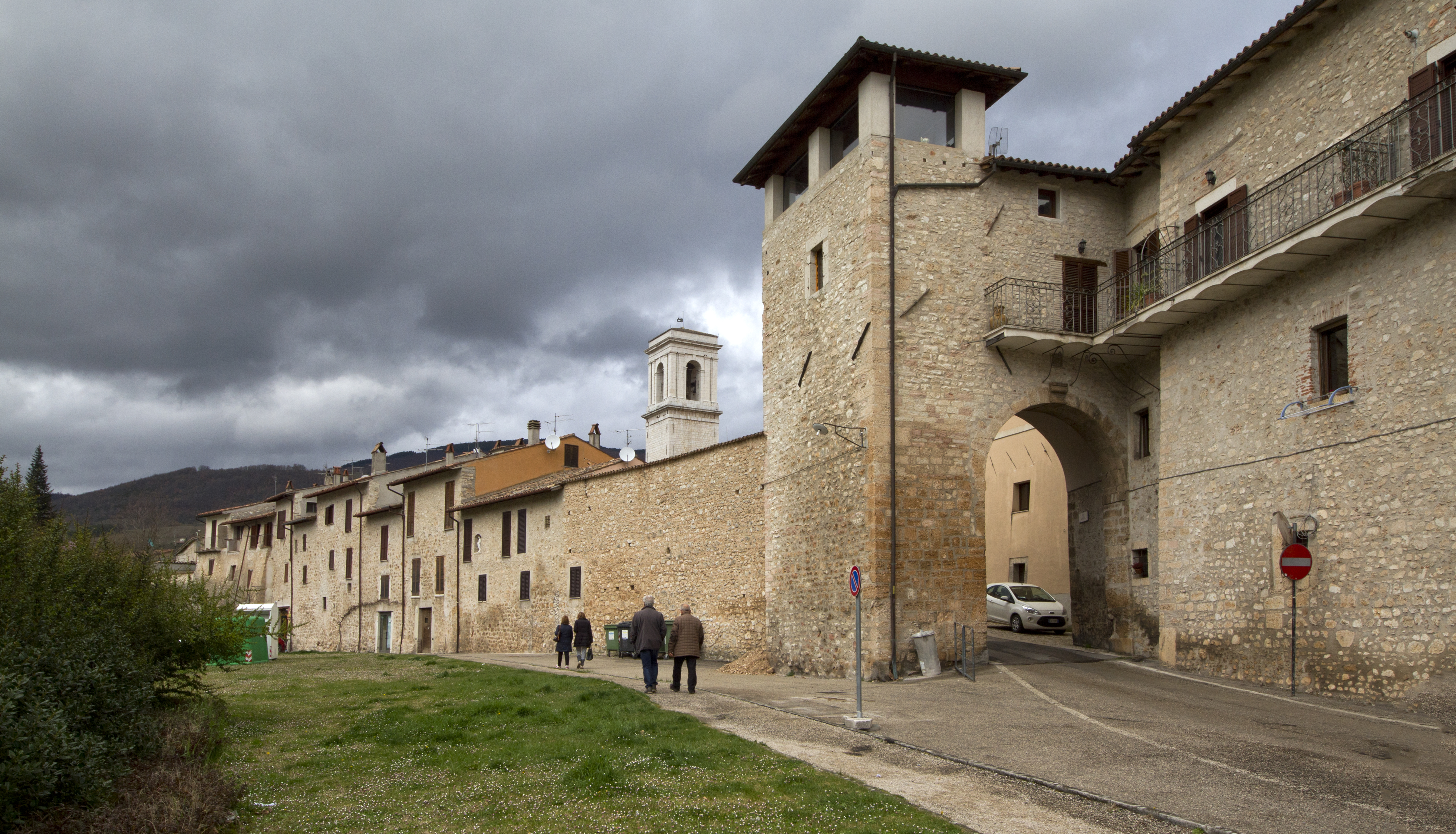
Stadttor Porta Meggiana
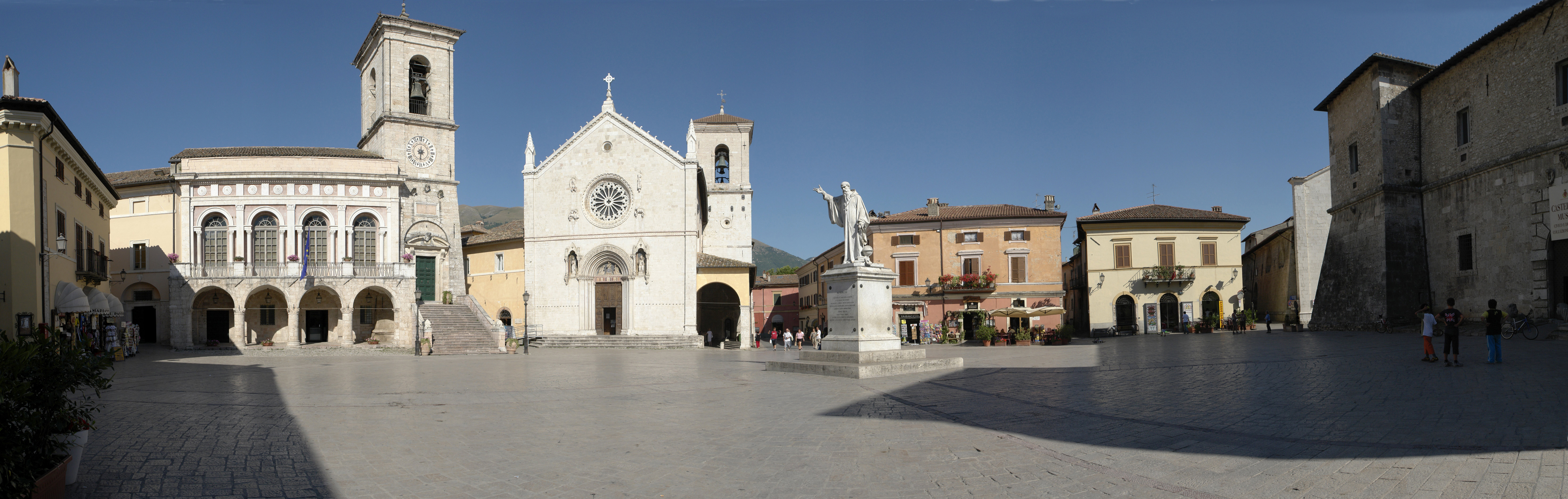
Piazza San Benedetto (Platz des Hl. Benedikt) (links neben der Basilika das Rathaus)
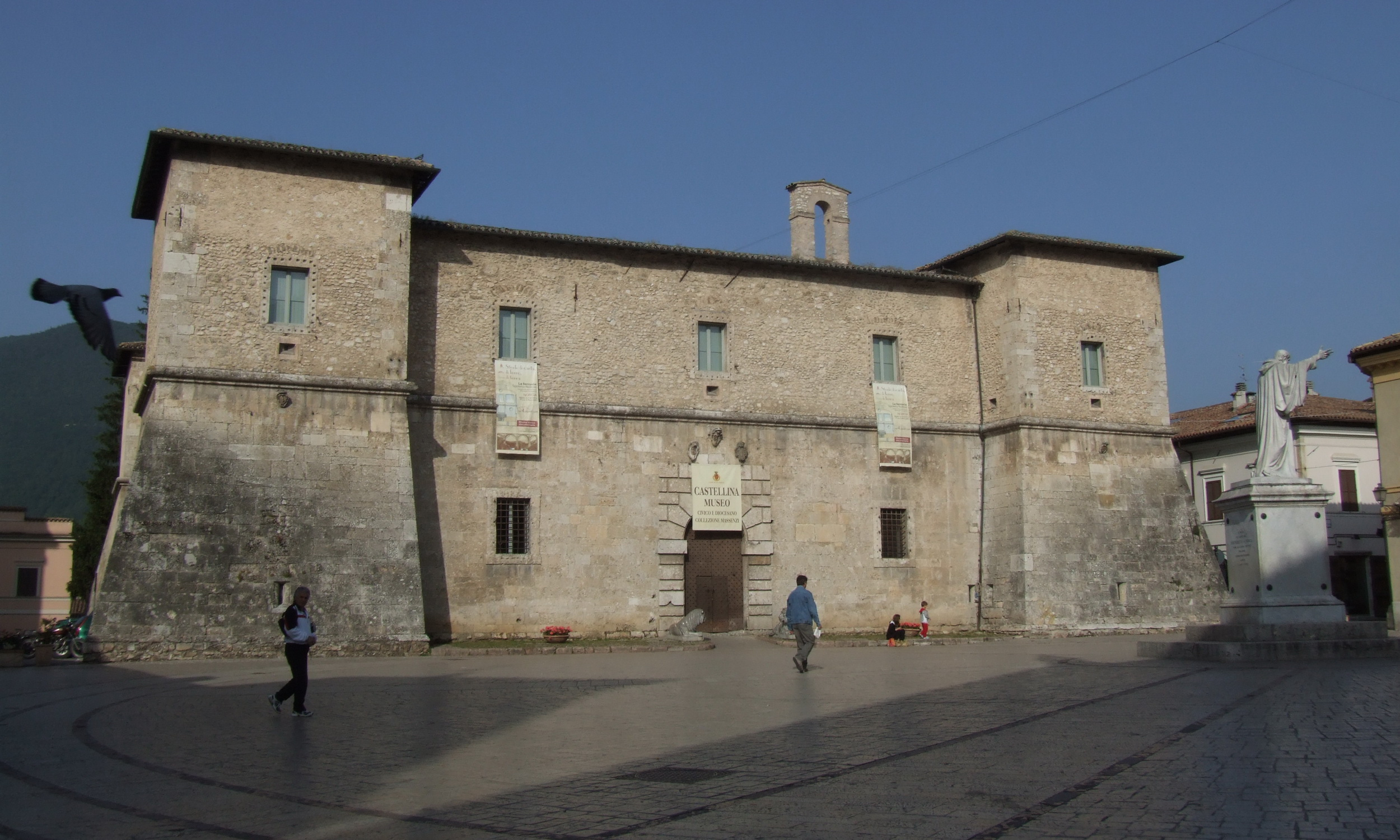
La Castellina, Museo Civico e Diocesano (Stadt- und Diözesan-Museum)
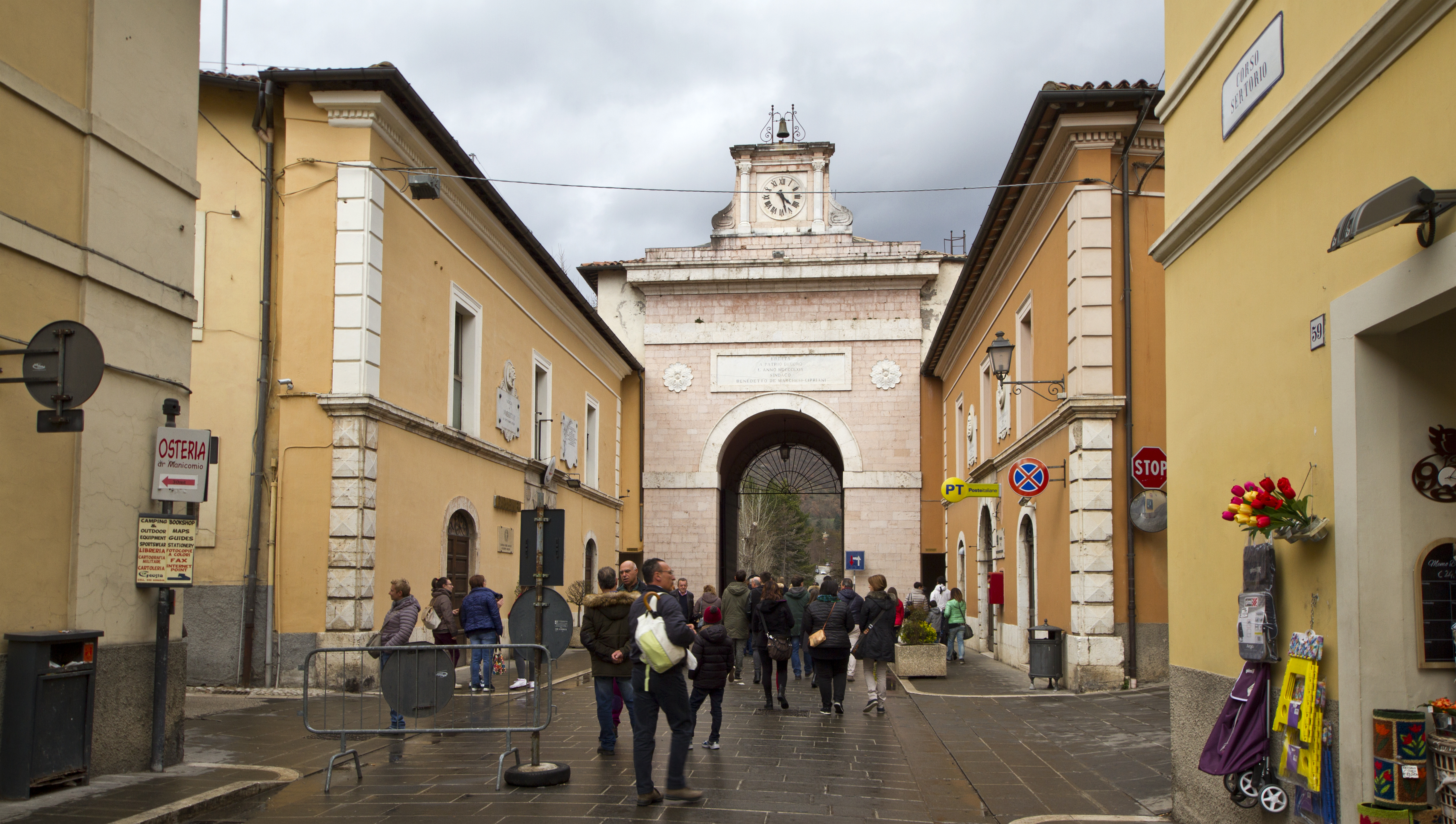
Blick zur Porta Romana von der Innenstadt
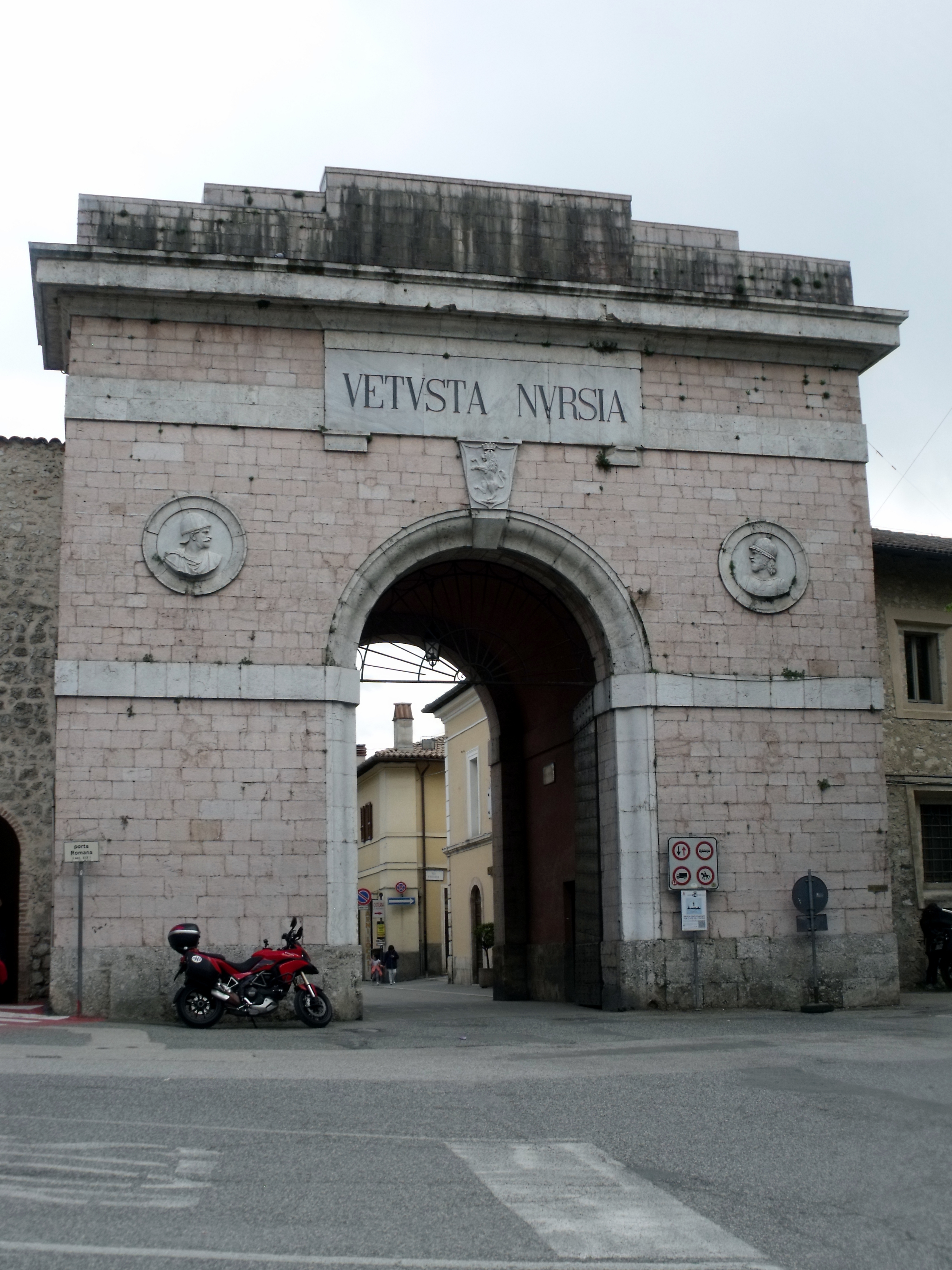
Porta Romana vom Stadtrand gesehen

## Wirtschaft und landestypische Produkte

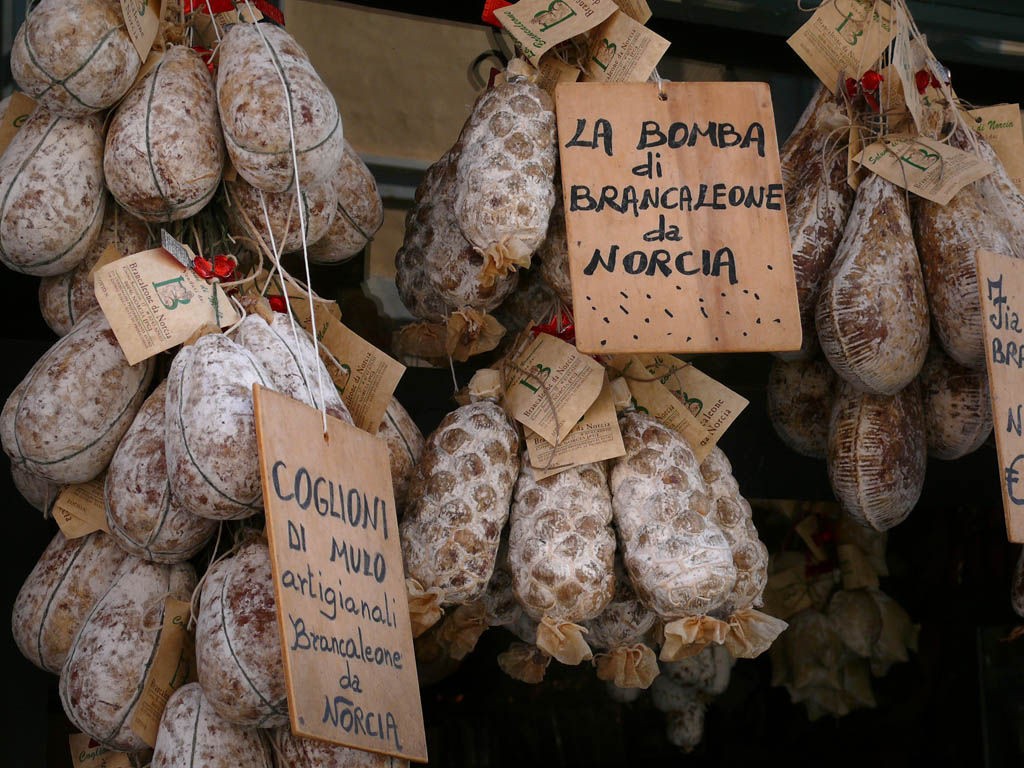
Wurstspezialitäten aus Norcia

Für die Wirtschaft der Stadt spielt der Tourismus eine wichtige Rolle.
Norcia ist über Italien hinaus für seine Schwarzen Trüffel und Schweine-Würste bekannt. Die haltbaren Würste aus Norcia wurden früher von fliegenden Händlern in ganz Mittelitalien verkauft. Daher werden noch heute Feinkostläden in Italien als Norcineria bezeichnet.
Eine weitere Spezialität sind die Linsen aus Castelluccio di Norcia, die als IGP (Produkt mit geschützter Herkunftsbezeichnung) geführt werden.

## Partnerstädte
- Ottobeuren

Eng verbunden sind Norcia und Ottobeuren auch durch die Benediktinerklöster in den beiden Kommunen. Das Leben in diesen Gemeinschaften ist auf das Leben des heiligen Benedikt ausgerichtet, dessen Herkunftsort Nursia (Norcia) gewesen sein soll. Seit 1959 bestehen Kontakte zwischen Ordensbrüdern aus beiden Klöstern.

## Söhne und Töchter der Stadt
Um 480 sollen hier der heilige Benedikt, Gründer des Benediktinerordens, und seine Zwillingsschwester Scholastika geboren worden sein.
- Quintus Sertorius (123 v. Chr.–72 v. Chr.), Politiker und Feldherr
- Vespasia Polla, Mutter des römischen Kaisers Vespasian
- Benedetto Reguardati (1398–1469), Arzt, Diplomat und Politiker
- Francesco Maria Cipriani (1773–1843), Prälat